# Kitty Fisher
Catherine Maria Fischer (Soho; 1 de junio de 1741 - Bath; 10 de marzo de 1767), conocida como Kitty Fisher, fue una destacada cortesana británica. Desde su adolescencia en adelante, Fisher desarrolló una imagen pública cuidadosamente moldeada, que se vio reforzada por el reconocimiento de Sir Joshua Reynolds y otros artistas. Al enfatizar la belleza, la audacia y el encanto de Fisher, sus retratos, junto con los artículos de periódicos y revistas, promovieron su reputación, lo que llevó a los espectadores a mirarla con asombro. Fue una de las primeras celebridades del mundo que no fue famosa por ser artista o miembro de la realeza, sino simplemente por ser famosa. Su vida ejemplifica el surgimiento de la publicidad y la fama en los medios de masas creada por ella en una era en la que el capitalismo, el mercantilismo, los mercados mundiales y el creciente énfasis en la opinión pública estaban transformando Inglaterra.

## Biografía
Nacida en Londres, Kitty Fischer era hija de John Henry Fischer y su esposa Ann. Según algunas fuentes, originalmente era una sombrerera, a quien el comodoro Augustus Keppel, segundo hijo del conde de Albemarle (según informó Town and Country en 1771) o quizás el teniente general (entonces alférez) Anthony George Martin (m. 1800) supuestamente presentó a la alta sociedad de Londres. Con un don para la publicidad, se hizo conocida por sus aventuras con hombres adinerados. Su apariencia y vestimenta fueron examinadas y copiadas. Se imprimieron y distribuyeron sátiras y panfletos difamatorios sobre ella, y se grabaron varios retratos hechos por Joshua Reynolds, incluido uno en el que se hizo pasar por Cleopatra disolviendo la perla. Las impresiones de estos grabados se vendieron a miles para sus admiradores, lo que convirtió a Kitty Fisher en una especie de predecesora de las chicas glamurosas pin up.
En un incidente famoso, el 12 de marzo de 1759, Kitty Fisher se cayó de su caballo mientras montaba en St. James's Park y se expuso (ya que la ropa interior para piernas, los pololos anteriores a las bragas, aun no existía en ese período). Decenas de periódicos, baladas y grabados se burlaron de ella, explotando el juego de palabras de que era una mujer caída. Pero Fisher no se quedó atrás, e inmediatamente atrajo la atención del público para sus propios fines al hacer que Joshua Reynolds, el pintor más destacado de Inglaterra, pintara su retrato.
Su fama se extendió por toda Europa. Cuando visitó Londres en 1763, el famoso italiano Giacomo Casanova conoció a Fisher y escribió:
“... la ilustre Kitty Fisher, que recién empezaba a estar de moda. Estaba magníficamente vestida, y no es exagerado decir que tenía diamantes por valor de quinientos mil francos. Goudar me dijo que, si quería, podía tenerla allí mismo por diez guineas. Sin embargo, no me apetecía hacerlo porque, aunque encantadora, sólo podía hablar inglés, y me gustaba tener todos mis sentidos, incluido el oído, gratificados. Cuando se fue, la señora Wells nos dijo que Kitty se había comido un billete de banco de mil guineas, en una rebanada de pan con mantequilla, ese mismo día. La nota fue un regalo de Sir Akins, hermano de la bella señora Pitt. No sé si el banco le agradeció a Kitty el regalo que le hizo”.
No está claro hasta qué punto se puede confiar en el relato de Casanova, ya que se contaron historias similares de un sándwich con una moneda o billete de banco sobre varias otras cortesanas que fueron contemporáneas de Fisher. Su insistencia en que Fisher solo hablaba inglés se contradice con otras fuentes. Es posible que Casanova haya tratado de vincular su nombre con el de Fisher debido a su celebridad.
Fisher mantuvo una famosa rivalidad con Maria Gunning, que se había convertido en Lady Coventry tras una calculada inserción en el mercado matrimonial orquestada por su madre. La rumoreada aventura de Fisher con Lord Coventry varios años después provocó una rivalidad. Giustiniana Wynne, de visita en Londres en ese momento, escribió:
"El otro día se encontraron en el parque y Lady Coventry le preguntó a Kitty el nombre de la modista que le había hecho el vestido. Kitty Fisher respondió que era mejor que le preguntara a Lord Coventry, ya que él le había dado el vestido como regalo". El altercado continuó con Lady Coventry llamándola "una mujer impertinente", y Fisher respondiendo que tendría que aceptar este insulto porque María se convirtió en su 'superior social' al casarse con Lord Coventry, pero ella misma iba a casarse con un Lord solo para poder replicar."
La respuesta de Fisher a Lady Coventry muestra sus intenciones de casarse con un Lord y, por lo tanto, ascender de clase social mediante el matrimonio, de la misma manera que la propia Gunning. La evaluación cínica de Fisher de la política de género de la época muestra una conciencia de las limitaciones de las mujeres solteras al respecto del ascenso social, pero también sirve como una condena de las chicas como Gunning por posicionarse para casarse con hombres ricos y poderosos, simplemente por sus propios medios y conservación. Wynne también escribió que "Ella vive en el mayor esplendor posible, gasta 12,000 libras al año y es la primera de su clase social en emplear sirvientes con librea — incluso tiene cocheros con librea".

## Vida y muerte
El primer artista que se sabe que pintó a Fisher fue Joshua Reynolds. Además de los retratos que se hicieron famosos a través de grabados que se comercializaban directamente al público, hizo varias otras pinturas de Fisher, algunas de las cuales parecen ser estudios inacabados.

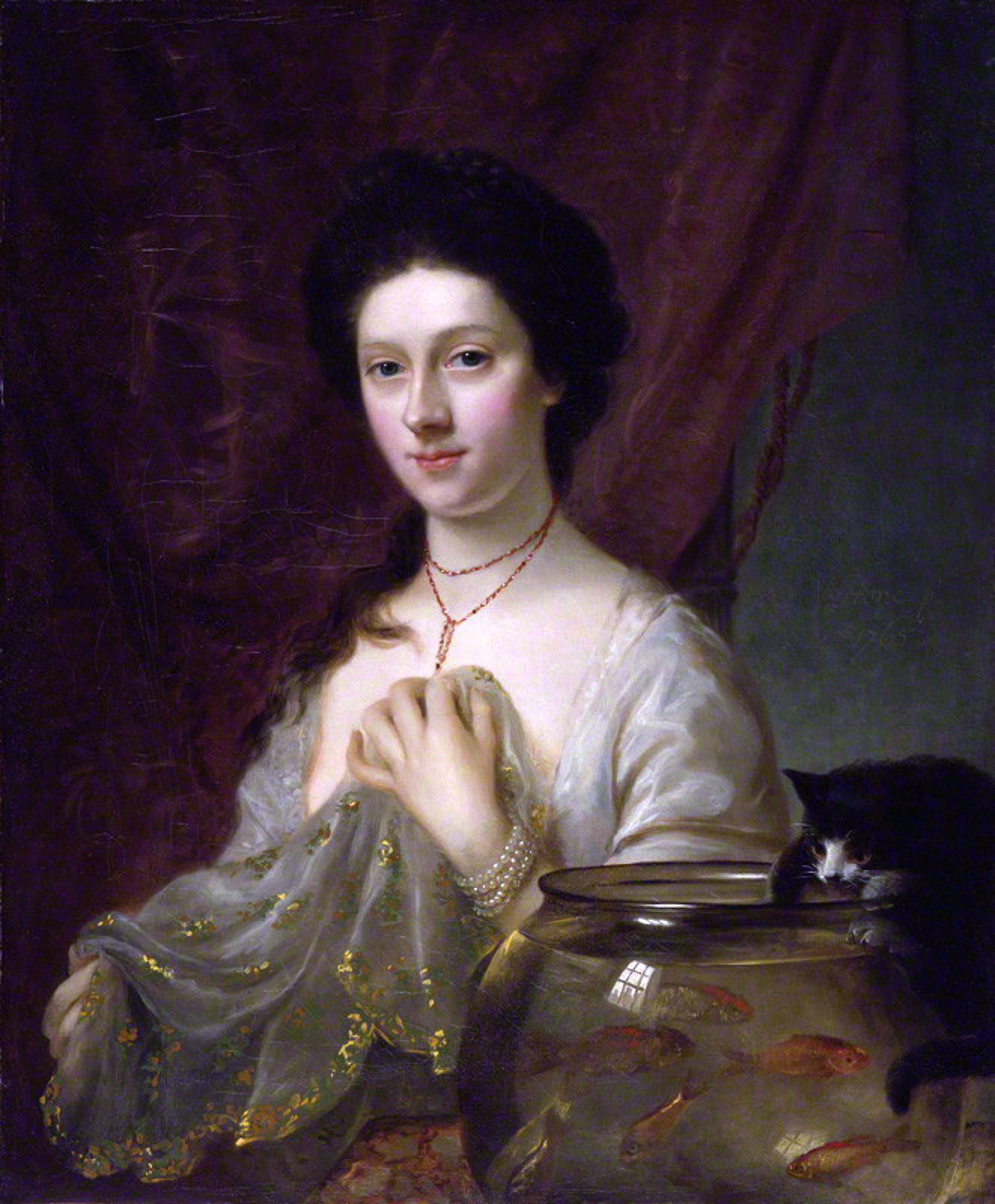
"Catherine María Kitty Fisher" de Nathaniel Hone.

Nathaniel Hone la pintó al menos una vez en 1765, en el apogeo de su popularidad, y posiblemente una segunda vez. Su famosa pintura, ahora en la National Portrait Gallery, Londres, la muestra sentada junto a un gatito tratando de atrapar los peces de una pecera, un juego de palabras visual que esconde su propio nombre (Kitty Fisher, literalmente en español, Gatito Pescador). En el cuenco de cristal se refleja una ventana donde varios curiosos la miran. Además de sentarse varias veces para Hone y Reynolds, puede haber sido pintada por Philippe Mercier, James Northcote y Richard Purcell, entre otros.
Además de las cartas de Giustiniana Wynne, también se la menciona en los diarios y cartas de Madame D'Arblay y Horace Walpole, entre otros.
En 1766, se casó con John Norris, hijo del diputado por Rye y nieto del almirante Sir John Norris. Llegó a vivir a la casa de la familia de su esposo, Hemsted (ahora las instalaciones de la prestigiosa escuela pública inglesa Benenden School). Algunas fuentes dicen que se instaló en el papel adecuado de señora de Hemsted, acumulando la fortuna de Norris y disfrutando de la compañía de los lugareños, quienes apreciaban su generosidad con los pobres. Sin embargo, murió solo cuatro meses después de su matrimonio, según algunas fuentes por los efectos de los cosméticos a base de plomo (aunque esto puede ser una confusión con el destino de su rival Lady Coventry), o más posiblemente por viruela o tisis (como era conocida entonces la tuberculosis), en 1767. Fue enterrada en el cementerio de Benenden vestida con su mejor vestido de gala.

## Legado
Fisher es mencionada en la canción infantil inglesa tradicional Lucy Locket:
"Lucy Locket perdió su bolsillo,
Kitty Fisher lo encontró;
no había un centavo allí,
solo la cinta alrededor."
El editor de partituras musicales Peter Thompson también publicó un baile que lleva su nombre en el Volumen II de la Colección completa de 200 bailes de campo de Thompson, publicado en 1764. Durante su vida, se publicaron numerosos folletos y artículos que pretendían contar la historia de su vida, aunque a menudo eran espurios y dificultaban separar los hechos biográficos del mito de Kitty Fisher. También fue incluida como personaje en varias novelas del siglo XVIII, incluida Chrysal de Charles Jonstone. Paulette Goddard la interpretó en el éxito de taquilla de 1945 Kitty, estrenada por Paramount Pictures. Una versión ficticia de Fisher, interpretada por Kirsty MacColl, apareció en la fantasía musical histórica de Channel 4 de 1991 Ghosts of Oxford Street.